# Maria Andergand
Maria Andergand (overleden in Unterschlatt, 15 februari 1595) was een Zwitserse abdis.

## Biografie
Maria Andergand werd op 24 juni 1581 novice bij de clarissen van Paradies. In 1582 legde ze haar kloostergeloften af. Ze was van 1589 tot 1594 de tweede abdis van Paradies na de Reformatie, maar nam ontslag uit die functie om gezondheidsredenen. Na een brand in het klooster in 1587 stond ze in voor de heropbouw, hetgeen gebeurde met de hulp van Rochus Nachbaur, de voormalige voogd van de franciscanen van Luzern. Tijdens de werken moesten de twintig nonnen hun toevlucht zoeken in een boerderij. Ze reorganiseerde het klooster nadat de nonnen zwaar geleden hadden onder de wreedheid en immoraliteit van hun vorige abdis, Anna von Oftringen.
- Gemeinsame Normdatei: 1070961221
- Historisch woordenboek van Zwitserland: 026513
- Virtual International Authority File: 315956860